# Ратуша (Брауншвейг)
Ратуша Брауншвейга (нем. Rathaus der Stadt Braunschweig) — трёхэтажное неоготическое административное здание в нижнесаксонском городе Брауншвейг, построенное в 1894—1900 годах по проекту архитектора Людвига Винтера. Мэрия рядом с Брауншвейгским собором является памятником архитектуры города. Первые проекты новой ратуши возникли по инициативе мэра в 1880 году: первоначальные планы предусматривали частичный снос замка Данквардероде, позднее от них отказались.